# Żelazicyjanek potasu
Żelazicyjanek potasu (nazwa systematyczna: heksacyjanożelazian(III) potasu), K3[Fe(CN)6] – nieorganiczny związek chemiczny, sól kompleksowa potasu. Najczęściej spotykany żelazicyjanek.
Jest to krystaliczne ciało stałe koloru ciemnoczerwonego. Nie ma zapachu. Przy dłuższym kontakcie ze skórą i błonami śluzowymi, możliwe wystąpienie podrażnień. Ze względu na dużą trwałość kompleksu Fe(CN)6 jest nietoksyczny.
K3[Fe(CN)6] tworzy jednoskośne, dobrze wykształcone, pryzmatyczne kryształy.
W środowisku alkalicznym jest silnym utleniaczem. W roztworach wodnych ulega powolnemu rozkładowi.
Pod wpływem mocnych kwasów rozkłada się po ogrzaniu z wydzieleniem cyjanowodoru.
Powstaje przez utlenianie żelazocyjanku potasu, np. za pomocą chloru:
2K4[Fe(CN)6] + Cl2 → 2K3[Fe(CN)6] + 2KCl

## Zastosowanie
W XIX wieku był jedną z kilku substancji chemicznych (błękit pruski, kwas galusowy) używanych do uwidocznienia wyblakłego tekstu starych – głównie średniowiecznych – rękopisów oraz palimpsestów. Obróbce takiej został poddany w latach 1834–1835 Kodeks Efrema, co ułatwiło odczytanie kodeksu przez Tischendorfa. Efektem ubocznym obróbki było przebarwienie pergaminu z zielono-niebieskiego na czarno-brunatny.
Wykorzystywany w różny sposób w technikach fotograficznych:
- w cyjanotypii;
- w fotografii czarno-białej, jako składnik osłabiacza Farmera do usuwania srebra z negatywów i pozytywów;
- w fotografii kolorowej jako możliwy składnik kąpieli wybielającej w procesie C-41, E-6 i innych.

Żelazicyjanek potasu z jonami Fe2+ tworzy nierozpuszczalny błękit Turnbulla. Reakcja ta stosowana jest w chemii analitycznej.